# Festivali i Këngës
Festivali i Këngës  é um concurso anual de música na Albânia, organizado pela emissora nacional Radio Televizioni Shqiptar (RTSH). Ele determina o representante do país para o Eurovision Song Contest e transmite quase todos os anos desde a sua inauguração em 1962.
Várias canções foram usadas ao longo de sua história, começando com apresentações apenas de rádio nos primeiros anos, interpretação ao vivo, reprodução, remakes e até duetos com outros cantores. Os vencedores são tradicionalmente selecionados por um júri. No entanto, outros métodos de votação também foram aplicados, como televisões ou júris regionais. Às vezes, o jurado principal tem o dobro do poder de voto de outros jurados.
Vaçe Zela detém o recorde de mais vitórias na competição com onze vitórias, seguido por Tonin Tërshana com quatro vitórias e Aurela Gaçe e Manjola Nallbani com três vitórias, respectivamente. O vencedor mais recente é Arilena Ara, que venceu a 58ª edição do concurso. Ela representaria a Albânia no Eurovision Song Contest 2020 em Roterdão, na Holanda, se a Eurovisão não tivesse sido cancelada devido ao COVID-19.

## Origem

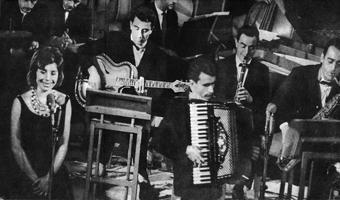
Vaçe Zela se apresentando na 11ª edição do Festivali i Këngës em 1972.

A primeira edição do Festivali i Këngës ocorreu em 21 de dezembro de 1962 na Academia de Artes de Tirana e foi ganha por Vaçe Zela tocando a música intitulada " Fëmija i parë ". A música dos festivais era, sob o comunismo, estritamente centrada na música leve . Ele se desenvolveu com o tempo, começando com entradas com temas neutros para se tornar uma ferramenta para o Partido Comunista da Albânia na promoção de seus ideais.
A edição de 1972 foi um momento decisivo para o concurso, no qual o ditador Enver Hoxha processou os organizadores do Festivali i Këngës 11 depois de os declarar "inimigos do público". Eles foram acusados de colocar em risco o país com "aspectos imorais" em suas canções e performances. Após esse desenvolvimento, o Partido Comunista, no poder, impôs inúmeras sanções à criatividade do concurso, com uma rigorosa censura a qualquer coisa considerada inadequada pelo governo. Isso variava desde limitar o tipo de roupa que os artistas podiam usar, até restringir sua amplitude de movimento durante a apresentação. Os principais organizadores do show foram acusados de conspirar contra o país e corromper sua juventude.
Após a edição de 1972, o concurso passou por um período de extrema pressão e censura. As músicas foram altamente monitoradas e os tópicos estavam geralmente relacionados ao desenvolvimento do país ou ao governo e suas principais figuras. Essa opressão continuou até 1984, quando o ditador morreu. No ano seguinte, a mudança nas letras foi muito abrupta e a censura começou a relaxar. Nertila Koka e Anita Bitri rapidamente se tornaram os novos cantores favoritos de músicas sobre amor, enquanto Parashqevi Simaku, Irma Libohova e Morena Reka também motivaram os jovens com entradas políticas progressivamente mais liberais ano após ano. Grupos de rock como Tingulli i Zjarrtë tiveram um impacto considerável com a mensagem de suas músicas e com a introdução da música rock no cenário musical albanês, um gênero que perdurou até hoje e pode ser facilmente visto até nas entradas modernas do FIK, grande parte dos quais possui guitarras elétricas. Essa foi uma liberalização planejada que teve o consentimento silencioso da liderança do Partido Comunista o tempo todo, principalmente como resultado da percepção de que os dias do comunismo na Europa Oriental estavam chegando ao fim. O público em geral, porém, estava menos consciente da iminência de tais mudanças na ordem política, tornando as performances um efeito intrigante que provocou indignação e esperança. Embora a Albânia tenha sido o último país da Europa Oriental a se separar do regime comunista em 1992, as inscrições no FIK já estavam tocando os sinos da mudança em 1988.
Com a queda do comunismo no início dos anos 90, o Festivali i Këngës teve um aumento temporário na qualidade e na diversidade. As canções vencedoras refletiram o período de transição que o país estava passando. O vencedor de 1991, Ardit Gjebrea - "Jon" ( Jon ), e o vencedor de 1992, a entrada de Osman Mula cantada por Aleksandër Gjoka, Manjola Nallbani e Viktor Tahiraj intitulada "Pesha e fatit" ( O peso do destino ) tiveram uma imigração e tema da liberdade, que coincidia com a situação da Albânia na época. Durante esse período, o concurso também foi apresentado à palavra Deus pela primeira vez. Antes disso, a religião era ilegal e a palavra Deus não podia ser pronunciada em público. A participação de cantores albaneses de fora das fronteiras do país também foi uma adição à história do festival durante esta década. Antes disso, o país estava em um período de isolamento. As roupas e performances dos cantores se tornaram mais extravagantes com o passar do tempo, com cantores como Bleona Qereti, Ledina Çelo e Adelina Ismajli, entre os mais notáveis criadores de tendências da nova era.
Em 1996, o palco do Festivali i Këngës recebeu a recém-chegada Elsa Lila em uma performance que tocou profundamente os corações do público com a clareza de sua voz. Ela venceu o concurso com "Pyes lotin" ( peço a lágrima ) em 1996 e conseguiu outra vitória no ano seguinte com "Larg urrejtjes" ( Longe do ódio ) em 1997. Essas músicas espelhavam a difícil realidade do país após o colapso dos esquemas das pirâmides, um evento que causou estragos por toda a Albânia . Apesar dos tempos difíceis, o Festivali i Këngës nunca interrompeu sua transmissão e prosseguiu conforme o programado nas últimas semanas de dezembro, como acontece todos os anos desde o seu início.
Em 1998, Albërie Hadërgjonaj se tornou o primeiro cantor kosovar-albanês a vencer o concurso com a balada "Mirësia dhe e vërteta" ( Bondade e verdade ). A música tinha uma mensagem humanitária anti-guerra e é frequentemente referida localmente como uma música para o Kosovo, relacionada à guerra de 1998-1999.
Até 1999, o Festivali i Këngës era o maior evento de música da Albânia. Sua popularidade começou a vacilar após a introdução de outras competições, como Top Fest e Kënga Magjike, que eram mais liberais com suas entradas e seleções de cantores, e finalmente começaram a produzir classificações mais altas. No entanto, com a introdução da Albânia ao Eurovision Song Contest, em 2004, o Festivali i Këngës rapidamente começou a produzir um maior grau de interesse nacional e internacional. Além disso, outros competidores foram perdidos no Top Fest, um festival que começou alguns anos depois como um reality show no Top Channel, levando a um final da primavera. O festival recebeu um aumento de público quando outro talentoso recém-chegado tocou no palco do FIK em 2003, o vencedor ídolo Anjeza Shahini . Ela havia ganhado recentemente o show de talentos " Ethet e së Premtes Mbrëma " ( ídolo da Albânia ) alguns meses antes de competir no FIK e o público ficou impressionado com sua voz e sua presença encantadora no palco.

### 2004-presente
Anjeza Shahini venceu a 42ª edição do Festivali i Këngës, colocando a esperançosa cantora profissional Mariza Ikonomi em segundo lugar. Mariza boicotou o palco quando os resultados foram anunciados em sinal de decepção. Muito estava em jogo nesta edição, pois o vencedor seria o primeiro representante da Albânia na Eurovisão . Anjeza passou a cantar no Eurovision Song Contest 2004, ficando em um respeitável 7º lugar com a música " The Image Of You ". Desde então, um interesse mais internacional em torno do festival surgiu, com os fãs do Eurovision da Europa e além disso cada vez mais acompanhando o concurso através de transmissões ao vivo pela Internet e feeds de satélite. Ano após ano, as tags FIK são destaque nos principais lugares de muitos países europeus no Twitter durante o show final ao vivo. O Festivali i Këngës é geralmente o primeiro processo de seleção nacional a iniciar a temporada do Eurovision Song Contest, onde os países revelam suas entradas concorrentes para o show em maio. Devido ao fato de ser realizada na semana de Natal, os fãs do Eurovision se referem a esse período como "FIKmas".
A jornada da Eurovisão na Albânia produziu muitas entradas e performances memoráveis de músicos estabelecidos e recentemente descobertos, às vezes conseguindo se classificar para as finais. Seu melhor resultado até o momento foi da cantora albanesa-kosovar Rona Nishliu, com a performance altamente apreciada de sua música " Suus ", classificada em segundo lugar nas semifinais e em quinto nas finais do Eurovision Song Contest.

### Curiosidades
- Nas primeiras edições do Festivali i Këngës, cada música seria interpretada duas ou três vezes por diferentes cantores. No entanto, apenas uma das versões cantadas seria declarada vencedora.
- Em 1980, há rumores de que o governo interveio na seleção do vencedor, dando a vitória a "Shoqet tona ilegale" ( Nossos amigos ilegais ) por Vaçe Zela em vez de "Njerëzit e agimeve" ( Povo da manhã ) por Alida Hisku . Enquanto a primeira é uma música que honra amizades secretas entre os partidários durante o tempo da libertação nacional da Albânia das forças nazistas, a última faz fortes referências a idéias de despertar e iluminação intelectuais, como evidenciado por suas letras: "As gerações há muito sonham com um despertando assim, com o sol em seus corações, com a luz em seus olhos, entre as manhãs de fogo, novas gerações crescem, plantam como o trigo, novos dias para vir "; conceitos considerados fortemente em contraste com a filosofia da ditadura de Enver Hoxha.
- Em 1987, foi dito que Kozma Dushi com a música "Lot me ty o djalë" ( Hey, garoto, choramos com você ) foi declarado vencedor, no entanto, minutos antes do júri tomar sua decisão, a esposa do governante do país, Nexhmije Hoxha, declarou que não queria que essa música vencesse, então outra música foi escolhida para vencer.
- Em 1994, Mariza Ikonomi se tornou a cantora mais jovem a competir no festival aos 12 anos, em dueto com Françesk Radi e sua música "Telefonatë zemrash" ( telefonema de corações ).
- Em 1995, a música "E Doni Dashurinë" ( Você quer amar ), de Luan Zhegu & Ledina Çelo, foi relatada como a música mais aplaudida na história do Festivali i Këngë até hoje, um tempo total de aplausos de 7 minutos e 11 segundos.
- Em 1997, Alma Bektashi teve um problema no guarda-roupa no palco quando seu vestido caiu, revelando seu peito. As câmeras conseguiram evitar o incidente, no entanto, o público recebeu uma visão completa do incidente.
- Em 1998, o primeiro cantor kosovar-albanês, Albërie Hadërgjonaj, com a música "Mirësia dhe e vërteta" ( Bondade e verdade ), foi declarado vencedor.
- Em 1999, a música "Apokalipsi" ( The Apocalypse ) de Irma & Eranda Libohova foi inicialmente declarada vencedora, em vez de "S'jam tribu" de Aurela Gaçe ( não sou um tributo ) devido a um erro de cálculo nos votos do júri.
- Em 2016, a tecnologia de holograma foi usada para trazer de volta uma performance de Vaçe Zela como uma homenagem, quase três anos após a morte do icônico cantor.

## Vencedores
A partir de 2019, Vaçe Zela detém o recorde de maior número de vitórias, tendo vencido o concurso onze vezes, seguido por Tonin Tërshana com quatro vitórias, Aurela Gaçe e Manjola Nallbani com três vitórias, respectivamente. Desde 2003, o vencedor da competição é diretamente o representante do país no Eurovision Song Contest .

### Festival Eurovisão da Canção
Todos os vencedores desde a 43ª edição do Festivali i Këngës passaram a representar a Albânia no Eurovision Song Contest .

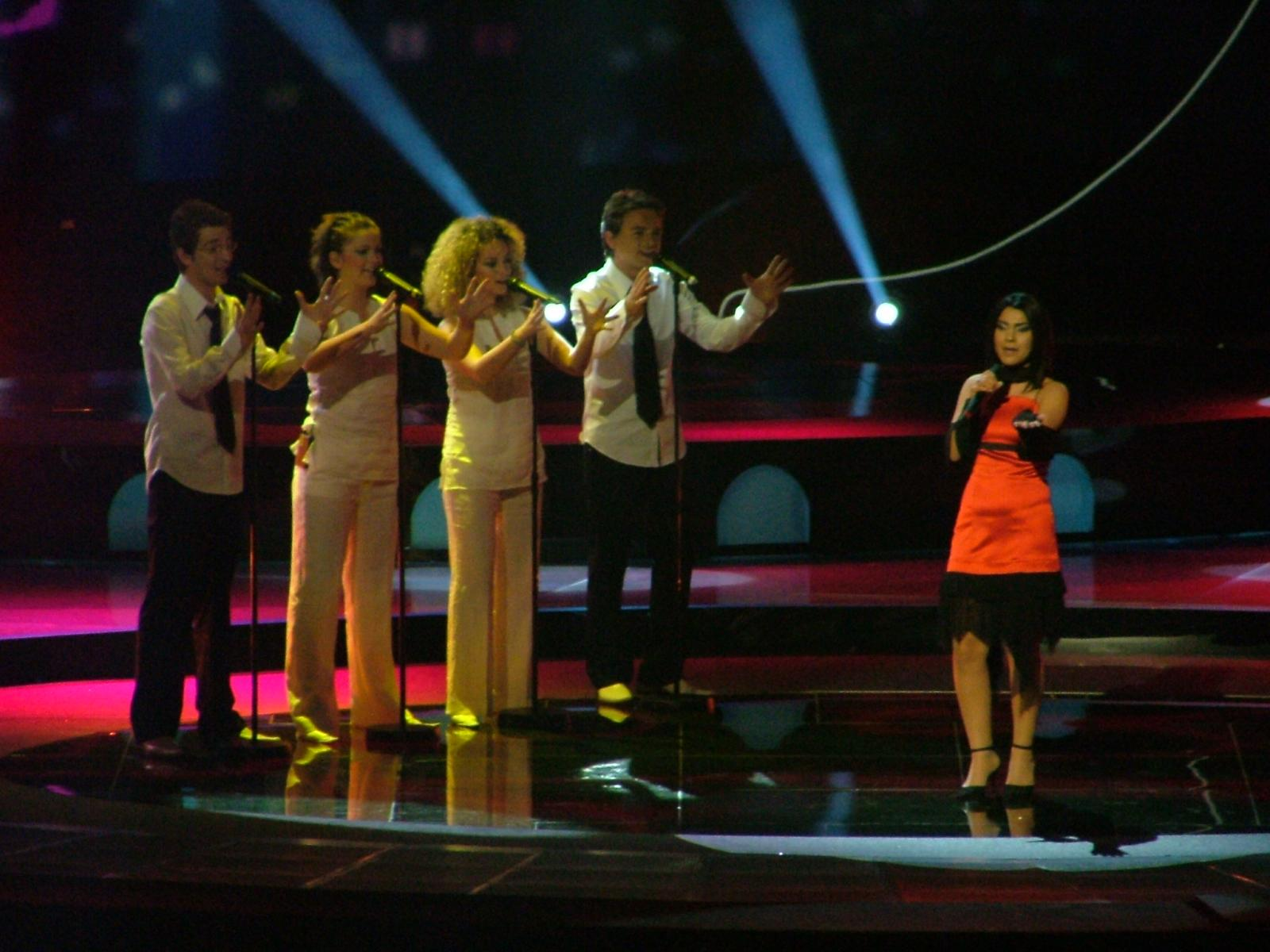
Anjeza Shahini representou a Albânia no Eurovision Song Contest 2004 em Istambul.

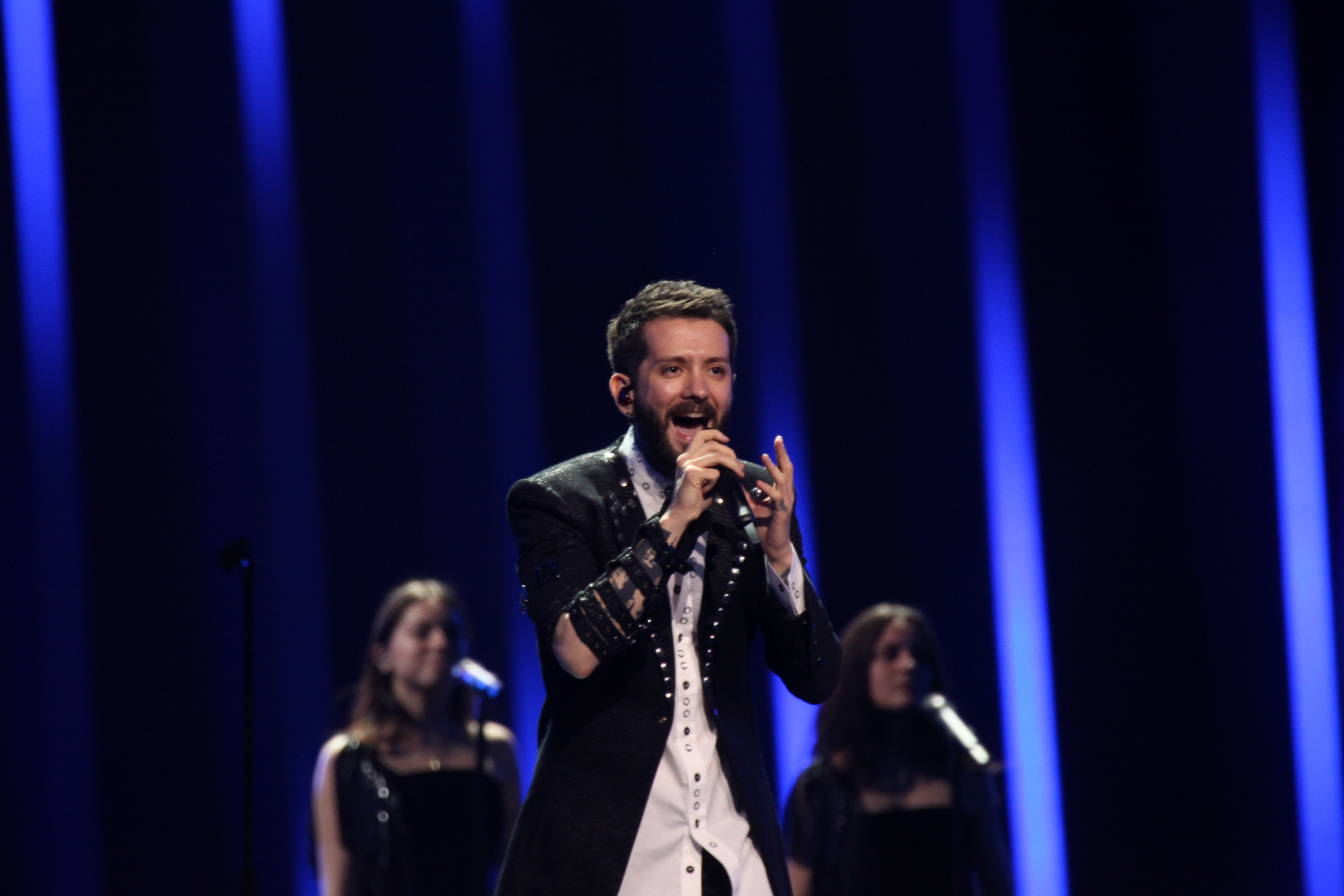
Eugent Bushpepa representou a Albânia no Eurovision Song Contest 2018 em Lisboa.

Legenda
     Vencedor
     2.º lugar
     3.º lugar
     Pontuação Nula ("Null Points")/Último Lugar
     Melhor classificação (fora do top 3)
     Qualificação para a final (fora do top 3)
     País-anfitrião
     Desclassificado
| #   | Ano        | Sede       | Artista                         | Língua           | Canção                    | Tradução                    | Final                        | Pontos                       | Semi                         | Pontos                       |
| --- | ---------- | ---------- | ------------------------------- | ---------------- | ------------------------- | --------------------------- | ---------------------------- | ---------------------------- | ---------------------------- | ---------------------------- |
| 1º  | 2004 (49º) | Istambul   | Anjeza Shahini                  | Inglês           | "The Image Of You"        | A Imagem de Ti              | 7º                           | 106                          | 4º                           | 167                          |
| 2º  | 2005 (50º) | Kiev       | Ledina Çelo                     | Inglês           | "Tomorrow I Go"           | Amanhã Eu Vou               | 16º                          | 53                           | Top 12 no ano anterior       | Top 12 no ano anterior       |
| 3º  | 2006 (51º) | Atenas     | Luiz Ejlli                      | Albanês          | "Zjarr e ftohtë"          | Quente e Frio               | Não se classificou           | Não se classificou           | 14º                          | 58                           |
| 4º  | 2007 (52º) | Helsínquia | Frederik Ndoci                  | Inglês & Albanês | "Hear My Plea"            | Ouve o meu apelo            | Não se classificou           | Não se classificou           | 17º                          | 49                           |
| 5º  | 2008 (53º) | Belgrado   | Olta Boka                       | Albanês          | "Zemrën e lamë peng"      | Apostamos o Coração         | 17º                          | 55                           | 9º                           | 67                           |
| 6º  | 2009 (54º) | Moscovo    | Kejsi Tola                      | Inglês           | "Carry Me in Your Dreams" | Leva-me para os teus sonhos | 17º                          | 48                           | 7º                           | 73                           |
| 7º  | 2010 (55º) | Oslo       | Juliana Pasha                   | Inglês           | "It's all about you"      | É tudo sobre ti             | 16º                          | 62                           | 6º                           | 76                           |
| 8º  | 2011 (56º) | Düsseldorf | Aurela Gaçe                     | Inglês & Albanês | "Feel the Passion"        | Sente a paixão              | Não se classificou           | Não se classificou           | 13º                          | 47                           |
| 9º  | 2012 (57º) | Baku       | Rona Nishliu                    | Albanês          | "Suus"                    | Pessoal                     | 5º                           | 146                          | 2º                           | 146                          |
| 10º | 2013 (58º) | Malmö      | Adrian Lulgjuraj e Bledar Sejko | Albanês          | "Identitet"               | Identidade                  | Não se classificou           | Não se classificou           | 15º                          | 31                           |
| 11º | 2014 (59º) | Copenhaga  | Herciana Matmuja                | Inglês           | "One Night's Anger"       | Uma Noite de Raiva          | Não se classificou           | Não se classificou           | 15º                          | 22                           |
| 12º | 2015 (60º) | Viena      | Elhaida Dani                    | Inglês           | "I'm Alive"               | Estou viva                  | 17º                          | 34                           | 10º                          | 62                           |
| 13º | 2016 (61º) | Estocolmo  | Eneda Tarifa                    | Inglês           | "Fairytale"               | Conto de fadas              | Não se classificou           | Não se classificou           | 16º                          | 45                           |
| 14º | 2017 (62º) | Kiev       | Linda Halimi                    | Inglês           | "World"                   | Mundo                       | Não se classificou           | Não se classificou           | 14º                          | 76                           |
| 15º | 2018 (63º) | Lisboa     | Eugent Bushpepa                 | Albanês          | "Mall"                    | Anseio                      | 11º                          | 184                          | 8º                           | 162                          |
| 16º | 2019 (64º) | Tel Aviv   | Jonida Maliqi                   | Albanês          | "Ktheju tokës"            | Regresso à Terra            | 18º                          | 90                           | 9º                           | 96                           |
| 17º | 2020 (65º) | Roterdão   | Arilena Ara                     | "Inglês"         | Fall From the Sky         | A cair do céu               | Cancelado devido ao COVID-19 | Cancelado devido ao COVID-19 | Cancelado devido ao COVID-19 | Cancelado devido ao COVID-19 |
| 17º | 2021 (65º) | Roterdão   | Anxhela Peristeri               | Albanês          | "Karma"                   | Karma                       |                              |                              |                              |                              |